# نورا مارتیروسیان
نورا مارتیروسیان (ارمنی: Նորա Մարտիրոսյան؛ زاده ۱۹۷۳) یک هنرمند بصری و کارگردان اهل ارمنستان است. فیلم زمانی که باد آرام بگیرد به کارگردانی وی نامزد سینمای ارمنستان در نود و چهارمین دوره جوایز اسکار در بخش بهترین فیلم خارجی‌زبان شده است.

## زندگی‌نامه
وی در ۱۹۷۳ در ایروان به دنیا آمد  وی در فرانسه زندگی می‌کند.

## گزیده فیلمشناسی
از فیلم‌ها یا برنامه‌های تلویزیونی که وی در آن نقش داشته است می‌توان به آثار زیر اشاره کرد:
- 2003: Courant d'air
- 2004: Blind Date
- ۲۰۰۷: ۱۹۳۷
- 2009: Les Complices
- ۲۰۱۶: پاریس-ایروان
- ۲۰۲۰: زمانی که باد آرام بگیرد فرانسوی: Si le vent tombe‎